# Честер, Джеймс
Джеймс Грант Че́стер (англ. James Grant Chester; 23 января 1989, Уоррингтон) — валлийский футболист, защитник клуба «Солфорд Сити».

## Клубная карьера
Джеймс Честер является воспитанником «Манчестер Юнайтед». В сезоне 2009/10 месяц выступал в аренде в «Питерборо», где главным тренером был Даррен Фергюсон (сын тренера «Манчестер Юнайтед» — Алекса Фергюсона). В следующем сезоне игрок выступал за «Плимут» в Чемпионшипе. В сезоне 2010/11 Честер играл уже за «Карлайл Юнайтед».
Последующие пять лет игрок провёл в «Халл Сити», из которого ориентировочно за 8 млн фунтов перешёл в «Вест Бромвич Альбион».

## Карьера в сборной
22 мая 2014 года был вызван в сборную Уэльса на товарищеский матч со сборной Нидерландов. 4 июля в этом матче состоялся его международный дебют. Честер вышел в стартовом составе и отыграл весь матч без замен.